# Buco nero binario
Un buco nero binario (spesso abbreviato come "BBH" dall'espressione inglese binary black hole) è un sistema costituito da due buchi neri che orbitano molto vicini l'uno all'altro.

## Panoramica
Come gli stessi buchi neri, i buchi neri binari sono solitamente suddivisi in buchi neri binari stellari, derivanti o da una stella binaria di massa elevata o da processi dinamici e mutue catture, e in buchi neri binari supermassicci, ritenuti essere il risultato di fusioni galattiche.
Per molti anni, provare l'esistenza dei buchi neri binari è stato piuttosto difficoltoso, sia a causa della natura stessa dei buchi neri che della limitata disponibilità di mezzi di rilevazione adeguati. Tuttavia, durante un evento che vede fondersi due buchi neri, un'enorme quantità di energia dovrebbe essere liberata sotto forma di radiazione gravitazionale, con una forma d'onda caratteristica che può essere calcolata utilizzando la relatività generale. Durante la fine del ventesimo secolo e l'inizio del ventunesimo, quindi, questo tipo di sistemi è divenuto di grande interesse per la comunità scientifica in quanto possibile fonte di onde gravitazionali e quindi in quanto mezzo per poter dimostrare l'esistenza di queste ultime. La fusione di due buchi neri è infatti una delle fonti di radiazioni gravitazionali conosciute più potenti dell'intero Universo e genera le suddette onde in due fasi distinte. La prima di queste è quella dello spiraleggiamento, ossia della fase in cui le orbite dei due buchi neri decadono e questi si avvicinano sempre di più fino a fondersi emanando energia sotto forma, appunto, di onde gravitazionali. La seconda fase, chiamata ringdown, si ha invece subito dopo la fusione, quando il buco nero venutosi a formare si stabilizza nella forma più efficiente possibile e ogni distorsione nella forma è dissipata sotto forma di radiazione gravitazionale. Il picco di emissione è in particolare raggiunto nella frazione di secondo precedente alla fusione, quando i due buchi neri possono arrivare a raggiungere velocità estremamente elevate.

## Il problema dell'ultimo parsec
Quando due galassie collidono, i buchi neri supermassicci al loro centro non si colpiscono frontalmente e, senza la presenza di un qualche meccanismo che li mantenga legati, si respingerebbero l'un l'altro in direzioni opposte. Il più importante di questi meccanismi è l'attrito dinamico, o attrito di Chandrasekhar, che mantiene invece uniti i due buchi neri alla distanza di pochi parsec l'uno dall'altro. A questa distanza, i due corpi celesti si vengono a legare, formando un sistema binario che finisce poi con il perdere la sua energia orbitale prima che i due buchi neri si fondano.
Inizialmente, i due buchi neri trasferiscono energia al gas e alle stelle posti tra di loro, eiettando materia ad alta velocità a causa del meccanismo di fionda gravitazionale e quindi perdendo energia. Tuttavia, il volume di spazio soggetto a tale effetto si riduce con il ridursi delle orbite dei due buchi neri e, quando questi ultimi raggiungono una distanza di circa un parsec, c'è così poca materia rimasta tra loro che non è ben chiaro come essi trovino il modo di dissipare abbastanza energia da potersi avvicinare tanto da fondersi in un tempo inferiore all'età dell'Universo. Le onde gravitazionali, infatti, non contribuiscono alla suddetta dissipazione in maniera significativa se non quando la distanza tra le due masse ha raggiunto un valore molto inferiore, all'incirca pari a 0,01-0,001 parsec.
Ciò nonostante, si ritiene che siano avvenute fusioni di buchi neri binari supermassicci (si pensa inoltre che un sistema binario in questa fase intermedia possa essere quello presente nella galassia PKS 1302-102) e la domanda di come questo avvenga è stata chiamata "il problema dell'ultimo parsec".
Nel corso degli anni sono stati proposti diversi meccanismi per trovare una soluzione al suddetto problema. La maggior parte di essi riguarda l'interazione tra il sistema binario e la materia circostante, sia gas che stelle, che assorbirebbe energia dal sistema causandone la contrazione. Ad esempio, se abbastanza stelle passassero vicino alla coppia di masse orbitanti, la fionda gravitazionale da loro subita porterebbe i due buchi neri a fondersi in tempi molto inferiori all'attuale età dell'Universo.

## Ciclo evolutivo

### Spiraleggiamento
La prima fase della vita di un buco nero binario è lo spiraleggiamento, che di fatto è una graduale contrazione dell'orbita. Le prime fasi di questo movimento a spirale prendono molto tempo, poiché le onde gravitazionali emesse sono molto deboli e i buchi neri sono ancora piuttosto distanti tra loro. In questa fase, oltre alla contrazione delle orbite dovute all'emissione di radiazione gravitazionale, si può avere anche la perdita di momento angolare dovuto all'interazione con altra materia, come stelle o gas, presente nell'intorno.
Con l'accorciamento graduale delle orbite, la velocità orbitale aumenta e così fa anche l'emissione di onde gravitazionali, finché non si ha la transizione dalla fase di spiraleggiamento alla fase di fusione.

### Fusione
L'ultima orbita circolare stabile, la più interna, facente ancora parte della fase di spiraleggiamento, è chiamata ISCO (dall'espressione inglese "Innermost Stable Circular Orbit") ed è seguita da un'orbita "di picchiata" in cui i due buchi neri si incontrano, dando origine a una fusione. È nell'istante immediatamente precedente alla fusione che si ha il picco nell'emissione di radiazione gravitazionale.

### Ringdown
Nell'instante successivo alla fusione il buco nero venutosi a formare si stabilizza, oscillando prima tra una forma di sferoide allungato e una di sferoide schiacciato. In questa fase, chiamata ringdown, questa oscillazione si smorza attraverso l'emissione di onde gravitazionali, finché, piuttosto rapidamente, le distorsioni rispetto a una forma sferica cessano e il buco nero raggiunge una forma sferica stabile, con la presenza ancora di una possibile leggera distorsione dovuta allo spin rimanente. Se i due buchi neri che si scontrano sono buchi neri rotanti, infatti, si avrà ancora una rotazione anche se modificata rispetto a prima.

## Scoperta e osservazioni
L'esistenza di buchi neri binari stellari, nonché delle onde gravitazionali stesse, è stata confermata quando alle 09:50 UTC del 14 settembre 2015 all'osservatorio LIGO è stato rilevato il segnale di onda gravitazionale chiamato GW150914. Questo segnale, la cui ricezione è stata annunciata nel febbraio 2016, era quello di un'onda gravitazionale generata dalla fusione di due buchi neri stellari aventi massa pari a circa 36 e 29 masse solari, avvenuta ad una distanza di 1,3 miliardi di anni luce dalla Terra e conclusasi con la formazione di un buco nero di massa pari a 62 masse solari. Nel momento finale della sua fase di spiraleggiamento, il sistema binario in questione aveva emesso circa tre masse solari sotto forma di energia gravitazionale, raggiungendo un valore di picco pari a 3,6×1049 W (3,6×1056 erg/secondo, pari a 200 masse solari al secondo), più di 50 volte la potenza combinata di tutta la luce irradiata da tutte le stelle dell'Universo osservabile messe assieme.
Per quanto riguarda i buchi neri binari supermassicci, fino ad oggi sono stati trovati solo sistemi candidati a esserlo, ma niente è ancora stato ufficialmente provato. Come detto, si ritiene che questi ultimi si formino durante la fusione di galassie. Per questo, per ora i probabili candidati sono galassie aventi un doppio nucleo, come la NGC 6240, o galassie il cui nucleo è singolo ma presenta linee di emissione doppie, come la SDSS J104807.74+005543.5 e la EGSD2 J142033.66 525917.5, e quindi in cui i due buchi neri formanti il sistema binario dovrebbero essere molto vicini. Altri nuclei galattici, poi, hanno emissioni periodiche che suggeriscono la presenza di enormi oggetti orbitanti attorno ad un buco nero centrale, come nel caso della galassia OJ 287, ed il quasar PG 1302-102 sembra avere al suo interno un buco nero binario con un periodo orbitale di 1.900 giorni.

## Modelli dinamici
Per quanto riguarda le simulazioni al computer dell'evoluzione di un sistema binario di buchi neri, alcuni modelli algebrici semplificati possono essere utilizzati nel caso in cui i buchi neri siano ancora distanti, durante la fase di spiraleggiamento, e anche per risolvere la fase finale di ringdown.
Per lo spiraleggiamento possono essere utilizzate espansioni post-newtoniane per approssimare le equazioni di campo di Einstein, definendo gli ordini utilizzati in tali calcoli, 2PN (secondo ordine post-newtoniano), 2.5PN e 3PN (terzo ordine post-newtoniano).

L'approccio Effective-one-body (EOB) fornisce soluzioni della dinamica del sistema binario trasformando le equazioni di questo in quelle di un oggetto singolo; ciò è particolarmente efficace nel caso in cui il rapporto tra le masse dei due buchi neri sia particolarmente grande, ad esempio in un sistema in cui un buco nero stellare incontri un buco nero supermassiccio, ma tale approccio può essere utilizzato anche per sistemi formati da masse simili.
Per la fase di ringdown, può essere invece utilizzata la teoria perturbativa applicata ai buchi neri. Il buco nero di Kerr finale è distorto e può essere calcolato lo spettro delle frequenze da esso prodotto.
La descrizione completa dell'intera evoluzione del sistema binario, inclusa la fase di fusione, richiede una completa risoluzione delle equazioni della relatività generale, il che può essere fatto numericamente con modelli di relatività numerica, in cui viene simulata l'evoluzione temporale dello spaziotempo. In tali modelli è di particolare importanza avere una conoscenza dettagliata dell'ambiente nei pressi dei buchi neri e un volume sufficientemente grande da poter determinare la radiazione gravitazionale che si propaga all'infinito. Al fine di fornire ai modelli una quantità di punti tale da renderli calcolabili in tempi ragionevoli, possono poi essere utilizzati speciali sistemi di coordinate, come le coordinate di Boyer-Lindquist.
Negli anni le tecniche di relatività numerica sono state enormemente migliorate rispetto agli iniziali tentativi fatti negli anni sessanta e settanta. Tuttavia, simulazioni a lungo termine di due buchi neri orbitanti non sono state possibili finché, nel 2005, tre gruppi di lavoro hanno sviluppato indipendentemente nuovi e innovativi metodi per simulare le tre fasi di spiraleggiamento, fusione e ringdown.
Nel processo di calcolo di un'intera fusione, diversi dei sopraccitati metodi possono essere utilizzati assieme ed è dunque importante adattare le diverse parti di modello che sono state elaborate utilizzando algoritmi diversi. Il team del Lazarus Project ha quindi collegato le diverse parti applicando il risultato a una ipersuperficie di tipo spazio, ossia tale che tutti i vettori tangenti in ogni punto siano solo di tipo spazio, nel momento della fusione.
I risultati relativi alla forma d'onda della radiazione gravitazionale prodotti da questa simulazione si sono rivelati poi di fondamentale importanza per la conferma dell'avvenuta ricezione di un segnale di onda gravitazionale.

## Orizzonte degli eventi
Uno dei problemi da risolvere in un processo di fusione di un sistema binario di buchi neri è quello della forma e della topologia dell'orizzonte degli eventi.
Modelli numerici hanno mostrato che quando due buchi neri si avvicinano, una forma a "becco d'oca" si protende da ognuno dei due orizzonti verso l'altro. Questa deformazione si estende sempre di più diventando sempre più stretta finché non incontra quella proveniente dall'orizzonte dell'altro buco nero. A questo punto, nel momento dell'incontro, l'orizzonte degli eventi assume una forma simile a una X, con le due protuberanze unite a formare una specie di filo sottile che poi si allarga a formare una connessione grossomodo cilindrica chiamata bridge, ossia "ponte".
Sebbene nessuna delle simulazioni effettuate abbia mai prodotto orizzonti degli eventi con una topologia toroidale, quindi a forma di anello, alcuni ricercatori hanno suggerito che un'evenienza del genere potrebbe verificarsi qualora diversi buchi neri nella stessa orbita quasi circolare arrivassero alla coalescenza.

## Contraccolpo della fusione di buchi neri
Un risultato particolare si ha quando i due buchi neri che si fondono hanno massa e spin simili. In questo caso infatti la radiazione gravitazionale sembra essere emessa anisotropicamente, ossia in una direzione preferenziale, causando un'accelerazione del centro di massa del sistema binario nella direzione opposta. Questo fenomeno di rinculo può essere così potente che il suddetto centro di massa può raggiungere, se le masse dei buchi neri sono uguali e i due spin esattamente contro-allineati e paralleli al piano orbitale, una velocità di 5.000 km/s. Una tale velocità è sufficiente a eiettare il buco nero in formazione fuori da galassie e ammassi globulari, riducendo quindi moltissimo le possibilità di ulteriori fusioni con il nuovo buco nero e prevenendo così la formazione di buchi neri supermassicci nel centro dei sopraccitati ammassi. In genere, comunque, si stima che tali velocità siano di poche centinaia di km/s e che naturalmente siano ancora più basse se i buchi neri coinvolti nella fusione non sono rotanti. Si ritiene che i parametri che influenzano la velocità dovuta al contraccolpo includano sia il rapporto tra le masse dei due buchi neri, sia la quantità di massa/energia che viene irradiata sotto forma di onde gravitazionali, in genere stimata pari allo 0,002-0,2% nel caso di una collisione frontale.
Stando ad una pubblicazione del maggio 2017, si ritiene che uno dei migliori candidati a essere un buco nero supermassiccio rinculato sia CXO J101527.2+625911, a 3,9 miliardi di anni luce dalla Terra.